# Успехи математических наук
«Успехи математических наук» — научный журнал, издаваемый Академией наук СССР (с 1991 года Российской Академией наук) и Московским математическим обществом. Включён в список научных журналов ВАК. Публикует обзорные статьи по математике, краткие сообщения Московского математического общества и информацию о математической жизни в России и за её пределами. Предназначен для научных работников, преподавателей, аспирантов и студентов старших курсов. Выходит шесть раз в год.

## История
С 1936 по 1944 год журнал выходил в виде сборника (было издано 10 выпусков). Выпуски были нерегулярными — по одному-два в год, объёмом около 27 печатных листов. Первые выпуски отличались тематической организацией: за основу брались циклы статей по каким-либо новым направлениям синтезирующего характера, либо по областям математики, которые глубоко связаны с естествознанием и техникой. Десятый выпуск, который был запланирован на 1941 год, вышел только в 1944-м.
Постоянное издание журнала возобновилось в 1946 году (по 6 выпусков в год, объединяемых в один том). С 1952 года Московское математическое общество стало выпускать его совместно с Академией наук СССР.
Начиная с 1960 года (15-й том) начала выходить английская версия «Russian Mathematical Surveys». С апреля 2022 года издательство IOP Publishing приостановило распространение английских версий российских научных журналов.

### Главные редакторы
- А. Н. Колмогоров (1952—1955, 1983—1987)
- П. С. Александров (1956—1982)
- С. П. Новиков (1988—2024)
- В. В. Козлов (2024—)

## Редакционная коллегия
В состав редколлегии входят: акад. С. П. Новиков (главный редактор), член-корр. РАН В. М. Бухштабер (зам. главного редактора), д.ф.-м.н. А. М. Вершик, акад. А. Б. Жижченко, акад. С. В. Кисляков, д.ф.-м.н. И. М. Кричевер, д.ф.-м.н. С. Б. Куксин, акад. В. П. Платонов, акад. Д. В. Трещев, д.ф.-м.н. А. Г. Хованский, член-корр. РАН А. С. Холево, д.ф.-м.н. А. А. Шкаликов, д.ф.-м.н. С. Б. Шлосман.

## Показатели
- На 2019 год MCQ журнала составил 0,69 при среднем по всем математическим журналам 0,43.
- Импакт-фактор журнала за 2008 год — 0,430.